# Bibiluto
Bibiluto ist ein osttimoresischer Ort in der Ebene von Bibiluto. Er gehört zum Suco Uma Uain Craic (bis 2015 zu Maluru) im Verwaltungsamt Viqueque (Gemeinde Viqueque). Er liegt nah der Timorsee im Osten auf einer Meereshöhe von 35 m, südöstlich der Gemeindehauptstadt Viqueque, zwischen den Flüssen Bularan und Cuha. Durch Bibiluto führt die südliche Küstenstraße, eine der wichtigsten Verkehrswege Osttimors.

## Geschichte

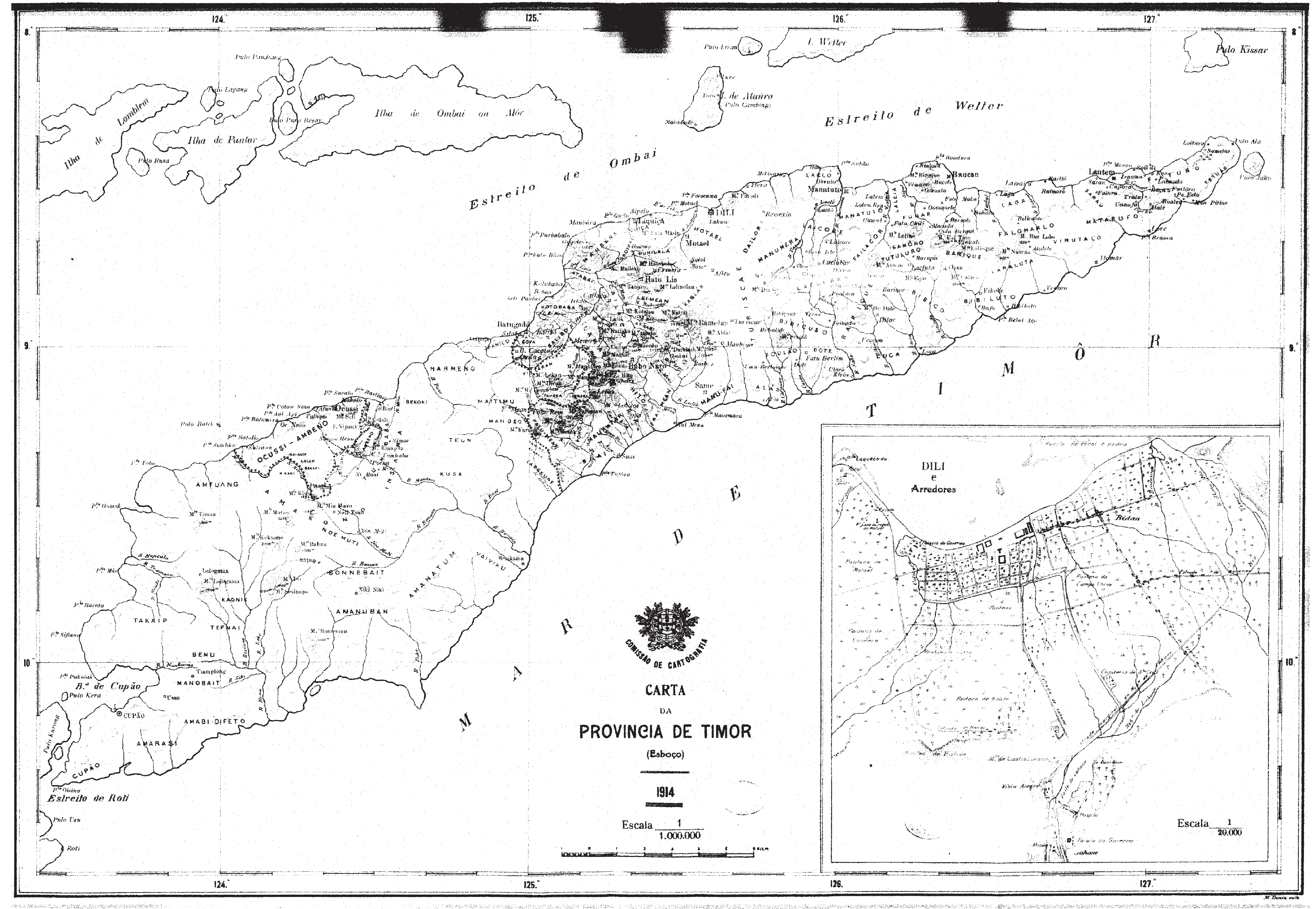
Auf einer portugiesischen Karte von 1914 dominiert Bibiluto die heutige Gemeinde Viqueque

Um 1700 betrieb der Dominikaner Manuel de Santo António hier erste Missionsarbeit und bekehrte mehrere Liurais (Kleinkönige) der Region zum Christentum. 1769 erscheint Bibiluto auf einer Liste von timoresischen Reichen, die zur Provinz Belu gezählt wurden. Auch Afonso de Castro, ehemaliger Gouverneur von Portugiesisch-Timor (1859–1863) führt das Reich in seiner Liste von 1868 auf. Castro hatte Bibiluto 1860 der Militärkommandantur Viqueque zugeordnet.

## Herrscher von Bibiluto

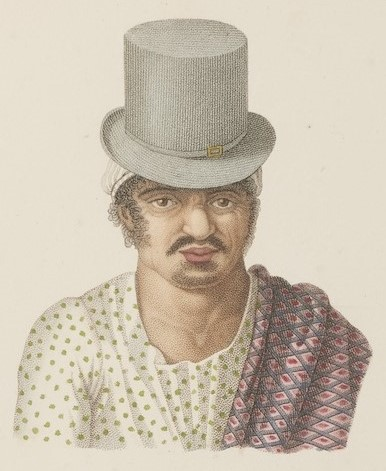
Dom António, Herrscher von Bibiluto (Bild von J. Alphonse Pellion, 1820)

Bischof Carlos Filipe Ximenes Belo zählte in seinem Buch 2011 folgende Herrscher von Bibiluto auf:
- Dom João (1703)
- Dom Caetano de Melo de Castro (1726)
- Dom Mateus da Costa (etwa 1769)
- Dona Isabel de Carvalho da Silva (1815)
- Dom António (1818)
- Dom Domingos da Costa (1854)
- Dom Bernardo Cardoso (1874–1881)
- Dona Guimare da Costa (1891–?)